# Đội tuyển bóng đá U-23 quốc gia Philippines
Đội tuyển bóng đá U-23 quốc gia Philippines (còn được gọi là đội tuyển bóng đá Olympic Philippines) đại diện cho Philippines trong giải thi đấu bóng đá quốc tế tại Thế vận hội, Đại hội Thể thao châu Á, Đại hội Thể thao Đông Nam Á và bất kỳ giải đấu bóng đá quốc tế U-23 khác. Đội tuyển được kiểm soát bởi Liên đoàn bóng đá Philippines, cơ quan quản lý bóng đá trong nước.

## Thành tích tại các giải đấu

### Thế vận hội
| Năm                                                                 | Kết quả                  | ST                       | T                        | H                        | B                        | BT                       | BB                       |
| ------------------------------------------------------------------- | ------------------------ | ------------------------ | ------------------------ | ------------------------ | ------------------------ | ------------------------ | ------------------------ |
| 1992                                                                | Không vượt qua vòng loại | Không vượt qua vòng loại | Không vượt qua vòng loại | Không vượt qua vòng loại | Không vượt qua vòng loại | Không vượt qua vòng loại | Không vượt qua vòng loại |
| 1996                                                                | Không tham dự            | Không tham dự            | Không tham dự            | Không tham dự            | Không tham dự            | Không tham dự            | Không tham dự            |
| 2000                                                                | Không vượt qua vòng loại | Không vượt qua vòng loại | Không vượt qua vòng loại | Không vượt qua vòng loại | Không vượt qua vòng loại | Không vượt qua vòng loại | Không vượt qua vòng loại |
| 2004 đến 2012                                                       | Không tham dự            | Không tham dự            | Không tham dự            | Không tham dự            | Không tham dự            | Không tham dự            | Không tham dự            |
| 2016                                                                | Không vượt qua vòng loại | Không vượt qua vòng loại | Không vượt qua vòng loại | Không vượt qua vòng loại | Không vượt qua vòng loại | Không vượt qua vòng loại | Không vượt qua vòng loại |
| 2020                                                                | Không vượt qua vòng loại | Không vượt qua vòng loại | Không vượt qua vòng loại | Không vượt qua vòng loại | Không vượt qua vòng loại | Không vượt qua vòng loại | Không vượt qua vòng loại |
| 2024                                                                | Không vượt qua vòng loại | Không vượt qua vòng loại | Không vượt qua vòng loại | Không vượt qua vòng loại | Không vượt qua vòng loại | Không vượt qua vòng loại | Không vượt qua vòng loại |
| Tổng số                                                             | –                        | -                        | -                        | -                        | -                        | -                        | -                        |
| Ghi chú:                                                            |                          |                          |                          |                          |                          |                          |                          |
| Bóng đá tại Thế vận hội Mùa hè là một giải đấu U-23 kể từ năm 1992. |                          |                          |                          |                          |                          |                          |                          |

### Giải vô địch bóng đá U-23 châu Á
| Năm     | Kết quả                  | ST                       | T                        | H                        | B                        | BT                       | BB                       |
| ------- | ------------------------ | ------------------------ | ------------------------ | ------------------------ | ------------------------ | ------------------------ | ------------------------ |
| 2013    | Không vượt qua vòng loại | Không vượt qua vòng loại | Không vượt qua vòng loại | Không vượt qua vòng loại | Không vượt qua vòng loại | Không vượt qua vòng loại | Không vượt qua vòng loại |
| 2016    | Không vượt qua vòng loại | Không vượt qua vòng loại | Không vượt qua vòng loại | Không vượt qua vòng loại | Không vượt qua vòng loại | Không vượt qua vòng loại | Không vượt qua vòng loại |
| 2018    | Không vượt qua vòng loại | Không vượt qua vòng loại | Không vượt qua vòng loại | Không vượt qua vòng loại | Không vượt qua vòng loại | Không vượt qua vòng loại | Không vượt qua vòng loại |
| 2020    | Không vượt qua vòng loại | Không vượt qua vòng loại | Không vượt qua vòng loại | Không vượt qua vòng loại | Không vượt qua vòng loại | Không vượt qua vòng loại | Không vượt qua vòng loại |
| 2022    | Không vượt qua vòng loại | Không vượt qua vòng loại | Không vượt qua vòng loại | Không vượt qua vòng loại | Không vượt qua vòng loại | Không vượt qua vòng loại | Không vượt qua vòng loại |
| 2024    | Không vượt qua vòng loại | Không vượt qua vòng loại | Không vượt qua vòng loại | Không vượt qua vòng loại | Không vượt qua vòng loại | Không vượt qua vòng loại | Không vượt qua vòng loại |
| Tổng số | –                        | -                        | -                        | -                        | -                        | -                        | -                        |

### Đại hội Thể thao châu Á
| Năm                                                                      | Vòng          | ST            | T             | H             | B             | BT            | BB            |
| ------------------------------------------------------------------------ | ------------- | ------------- | ------------- | ------------- | ------------- | ------------- | ------------- |
| 2002 đến 2022                                                            | Không tham dự | Không tham dự | Không tham dự | Không tham dự | Không tham dự | Không tham dự | Không tham dự |
| Tổng số                                                                  | –             | -             | -             | -             | -             | -             | -             |
| Ghi chú:                                                                 |               |               |               |               |               |               |               |
| Bóng đá tại Đại hội Thể thao châu Á là một giải đấu U-23 kể từ năm 2002. |               |               |               |               |               |               |               |

### Đại hội Thể thao Đông Nam Á
| Năm                                                                          | Kết quả       | Vị trí        | ST            | T             | H             | B             | BT            | BB            |
| ---------------------------------------------------------------------------- | ------------- | ------------- | ------------- | ------------- | ------------- | ------------- | ------------- | ------------- |
| 2001                                                                         | Rút lui       | Rút lui       | Rút lui       | Rút lui       | Rút lui       | Rút lui       | Rút lui       | Rút lui       |
| 2003                                                                         | Không tham dự | Không tham dự | Không tham dự | Không tham dự | Không tham dự | Không tham dự | Không tham dự | Không tham dự |
| 2005                                                                         | Vòng bảng     | Thứ 6         | 3             | 1             | 0             | 2             | 6             | 7             |
| 2007 đến 2009                                                                | Không tham dự | Không tham dự | Không tham dự | Không tham dự | Không tham dự | Không tham dự | Không tham dự | Không tham dự |
| 2011                                                                         | Vòng bảng     | Thứ 10        | 5             | 1             | 0             | 4             | 6             | 14            |
| 2013                                                                         | Không tham dự | Không tham dự | Không tham dự | Không tham dự | Không tham dự | Không tham dự | Không tham dự | Không tham dự |
| 2015                                                                         | Vòng bảng     | Thứ 10        | 4             | 0             | 0             | 4             | 2             | 11            |
| 2017                                                                         | Vòng bảng     | Thứ 7         | 5             | 2             | 0             | 3             | 4             | 10            |
| 2019                                                                         | Vòng bảng     | Thứ 6         | 4             | 2             | 1             | 1             | 9             | 4             |
| 2021                                                                         | Vòng bảng     | Thứ 7         | 4             | 1             | 1             | 2             | 6             | 7             |
| 2023                                                                         | Vòng bảng     | Thứ 8         | 4             | 0             | 1             | 3             | 1             | 8             |
| Tổng số                                                                      | Vòng bảng     | Thứ 6         | 29            | 7             | 3             | 19            | 34            | 61            |
| Ghi chú:                                                                     |               |               |               |               |               |               |               |               |
| Bóng đá tại Đại hội Thể thao Đông Nam Á là một giải đấu U-23 kể từ năm 2001. |               |               |               |               |               |               |               |               |

### Giải vô địch bóng đá U-23 Đông Nam Á
| Thành tích Giải vô địch bóng đá U-23 Đông Nam Á | Thành tích Giải vô địch bóng đá U-23 Đông Nam Á | Thành tích Giải vô địch bóng đá U-23 Đông Nam Á | Thành tích Giải vô địch bóng đá U-23 Đông Nam Á | Thành tích Giải vô địch bóng đá U-23 Đông Nam Á | Thành tích Giải vô địch bóng đá U-23 Đông Nam Á | Thành tích Giải vô địch bóng đá U-23 Đông Nam Á | Thành tích Giải vô địch bóng đá U-23 Đông Nam Á | Thành tích Giải vô địch bóng đá U-23 Đông Nam Á |
| Năm                                             | Kết quả                                         | Vị trí                                          | ST                                              | T                                               | H                                               | B                                               | BT                                              | BB                                              |
| ----------------------------------------------- | ----------------------------------------------- | ----------------------------------------------- | ----------------------------------------------- | ----------------------------------------------- | ----------------------------------------------- | ----------------------------------------------- | ----------------------------------------------- | ----------------------------------------------- |
| 2005                                            | Vòng bảng                                       | 7/8                                             | 3                                               | 1                                               | 0                                               | 2                                               | 7                                               | 9                                               |
| 2011                                            | Bị hủy bỏ                                       | Bị hủy bỏ                                       | Bị hủy bỏ                                       | Bị hủy bỏ                                       | Bị hủy bỏ                                       | Bị hủy bỏ                                       | Bị hủy bỏ                                       | Bị hủy bỏ                                       |
| 2019                                            | Vòng bảng                                       | 8/8                                             | 3                                               | 0                                               | 0                                               | 3                                               | 1                                               | 6                                               |
| 2022                                            | Vòng bảng                                       | 6/9                                             | 3                                               | 1                                               | 1                                               | 1                                               | 4                                               | 4                                               |
| 2023                                            | Vòng bảng                                       | 7/10                                            | 2                                               | 0                                               | 1                                               | 1                                               | 2                                               | 3                                               |
| 2025                                            | Hạng tư                                         | 4/10                                            | 5                                               | 2                                               | 0                                               | 3                                               | 6                                               | 6                                               |
| Tổng số                                         | Vòng bảng                                       | 4/10                                            | 16                                              | 4                                               | 2                                               | 10                                              | 20                                              | 28                                              |